# Tengo una nueva actitud
Tengo una nueva actitud es el decimoquinto episodio de la primera temporada de ALF.

## Personajes
- ALF
- Kate
- Brian
- Lynn
- William
- Dorothy, madre de Kate.
- Wizzard

## Historia
El capítulo comienza con Kate y Willie transportando unas cajas de Dorothy, para que pueda marcharse de la casa. En eso ALF solicita que le humedezcan una estampilla, ya que él tiene la lengua con chocolate porque se comió unos chocolates que encontró detrás del clóset. William le dice que esos chocolates se los daría a Kate por el día de San Valentín. Kate se alegra por eso, pero William se enfurece con ALF por haberse comido toda la caja, ya que según él, ALF no tiene respeto por las propiedades personales.
Mientras en la casa continúa el movimiento, con las cosas de Dorothy, Brian pregunta que para qué su abuela tiene un remo (que ALF confunde con una camilla para gatos), a lo que Kate, su madre, le indica que es un recuerdo de su abuelo, de cuando la llevó a dar una vuelta por el río Misuri. William le pregunta a ALF el porqué del regalo de un jamón a la actriz Sally Field, a lo que responde que es un regalo del día de San Valentín. Luego entra Dorothy, quien se encuentra furiosa, ya que aún no han terminado de pintar su departamento y no podrá mudarse sino hasta el día siguiente, por lo que deberá pasar la noche en casa de los Tanner. Luego, Dorothy hace ingresar a su nuevo vecino, el que insistió en acompañarla para ayudarla en llevar sus cosas, según ella. Cuando entra el vecino a la casa se presenta como Wizzard Deever y saluda a William, Dorothy le presenta a Kate y Brian. Posteriormente, Wizzard saca una caja de Dorothy de la casa y se despide. Kate y Willie le comentan que es una persona muy simpática y ella contesta que lo conoció desde que estaba arreglando su fregadero y que desde entonces no ha podido deshacerse de él.
Al día siguiente entran William y Wizzard a la casa, mientras Wizzard iba bromeando con William, quien le comenta que tiene un gran sentido del humor, Wizzard le dice que Dorothy no entendió el chiste, pero ella advierte que sí lo entendió, solo que no le pareció gracioso. Por ello, y para enmendar su error, Wizzard le entrega un ramo de flores diciéndole que espera que no piense que es un confianzudo. Dorothy le dice que eso es lo que piensa, por lo que decide entregárselas a Kate, pero como Dorothy le dice que no quiso decir que no las aceptaría decide entregárselas a Dorothy. Wizzard retira las últimas pertenencias de Dorothy, entre las que encuentra un clarinete, que según comenta, él solía tocar. Dorothy le advierte que ese no lo va a tocar, ya que perteneció a su esposo. William recuerda que Wizzard tocaba en Wizzard Deever y los Wiz Stones y lo recuerda como uno de los más grandiosos clarinetistas que haya existido y William le dice que le encantaría oírlo tocar alguna vez, él asiente y dice que llevará a Dorothy alguna noche y les dará un pequeño concierto. Ella pregunta que qué noche y Wizzard le responde que esa misma noche y Dorothy le dice que estará ocupada.
ALF, mientras está en la cocina con William, le dice que tiene que ir a un juego de jockey alguna vez y este le dice que cuando sea temporada comprará unos boletos. ALF le dice que vio un juego por televisión al que consideró «fantástico». En eso entra Kate diciéndole a ALF que devolvieron el jamón que había enviado, ya que los timbres eran insuficientes, ya que lo envió en cuarta clase; ALF le dice que en Melmac tienen «primera clase, segunda clase, pescado y jamón». Dorothy entra a la cocina y Kate le dice que llamó Wizzard y le propone invitarlo a cenar, pero ella le dice que no está interesada en una relación seria. ALF interviene para preguntarle si se está conservando para un cadáver, ya que habló con Sparky, el padre muerto de Kate, ya que ALF confesó tener habilidad para comunicarse con los difuntos, pues todos en su planeta tenían dicha habilidad, incluso se reunían después de cenar y si no había nada que ver en la televisión, hablaban con los muertos. Dorothy pone en duda que hubiese hablado con su esposo, a lo que ALF le dice varias cosas que solo ella sabía, por lo que a Dorothy no le queda duda alguna. Es así como Dorothy concierta una reunión con él para hablar con su difunto marido esa misma noche. ALF le dice que no le garantiza nada, ya que ha pasado mucho tiempo, ya que el esmog está muy espeso. ALF finalmente acepta dicha reunión, para contactar a Spike... a menos que haya algo bueno que ver por televisión esa noche...
Ya en la noche están todos vestidos para la ocasión, ALF está con una pañoleta en el pelo, un pendiente, una camisa y un chaleco de manga corta. Dorothy está impaciente por comenzar a sesión, pero ALF le pide que se calme, pues no ha hablado con él en 10 años y 2 minutos más no le afectarán... En ese momento, llega Willie diciendo que fue a 3 tiendas y que en ninguna de ellas tenían velas negras, ALF dice que se las arreglará sin ellas. Willie le pregunta si está ocupando la pecera del pez dorado, ALF responde afirmativamente y dice que el pez está bien y que, a propósito nadie utilice el inodoro... La sesión está a punto de iniciarse y Kate pregunta por Brian y se oye una descarga del excusado y ALF dice «Otro pez dorado que ingresa al bajo mundo. Empecemos». ALF pide que apaguen las luces antes de comenzar, mientras se ven unas puertas agitarse luego de ser las luces apagadas. ALF dice que será el único que puede hacer preguntas, así que Dorothy le pregunta que por qué solo él, pero ALF recuerda lo que él había dicho respecto de las preguntas.
La sesión empieza con la familia juntando las manos y cerrando los ojos, ALF le señala a William que debe cerrar los dos ojos y luego señala que va a entrar en trance, en donde hace ruidos y movimientos extraños, Dorothy lo critica por ello y ALF le responde que él es el que sabe lo que se tiene que hacer. ALF pide frente a la pecera intentar comunicarse con Sparky Halligan, el esposo de Dorothy, y se identifica él mismo con su nombre:Gordon Shumway. luego se escucha una voz muy nítida que le pregunta: «¿Gordon, ¿eres tú?», Dorothy muy emocionada y sin poder creerlo no sale de su asombro, porque es su misma voz. Willie señala que la voz se oye como Teddy Ruxpin y Kate indica que esa voz se parecía a la de su padre. ALF se dirige a Sparky y le dice que antes de que comience a hablar con Dorothy, le envíe una señal y, acto seguido, se escuchan ruidos en la casa. Luego conversa con Dorothy y le pide que si conoce a un hombre que le guste, no se preocupara que le «hiciera la lucha». Ella o sabe qué responder, pero luego la sesión se corta de improviso, ya que la voz empieza a decaer, como una cinta que llega a su fin y se da por terminada la sesión. ALF pide que enciendan la luz y que no le hagan preguntas, ya que él aún está en transe y, en ese momento, William descubre su grabadora nueva oculta bajo la mesa. Al verse descubierto, ALF reconoce que nada de lo que han visto es real, pero Dorothy encuentra un alambre con el que movía las puertas y dice que es muy real; William dice que también es real un orificio que hay en la mesa, ALF dice que era el único lugar para poner un foco. Kate le pide a Brian que se vaya del lugar, porque van a hacer algunos juramentos, pero Brian quiere oír los juramentos. Lynn le dice a Brian que es mejor que se retiren, ALF desea ir con ellos, pero Willie le pide al extraterrestre que no se mueva y Dorothy le pregunta que de dónde sacó toda esa información acerca de su vida, ALF le dice que le contestará siempre y cuando le prometa no pegarle, ella lo hace y ALF le dice que penetró en sus pensamientos. Dorothy le pega y ALF le dice que él pensó que eso la ayudaría a sentirse mejor y así saldría con Wizzard. Ella se retira indignada ya que nadie debe decirle lo que debe hacer y agrega que si Willie o Kate disponen de tiempo, tal vez la puedan llevar a su departamento... Kate le dice a ALF que está en un gran problema y corre tras de su madre. ALF le comenta a Willie que con lo que pagó pudo haber comprado una grabadora mejor, pero Willie le dice que entonces compre una él.
Instalada ya en su departamento, Dorothy recibe a un mensajero, quien le lleva una gran caja y le comenta que él y su esposa se piensan cambiar de casa y le pregunta que cuánto mide su departamento y procede a medirlo con una huincha, Dorothy le dice que no es el momento adecuado y el mensajero le pregunta que cuándo podría ser y ella le responde que el 15 de agosto, dentro de dos años, cuando su contrato de arriendo se venza, luego de ello se retira el mensajero.
Dorothy revisa la caja que le acaban de llevar y se da cuenta de que la pesada caja incluía a ALF, el extraterrestre. Ella se desespera y grita y ALF le dice que fue hasta allá para poder hablar con ella, pero ella le advierte que tiene suerte de que aún no hubiera desempacado los cuchillos. ALF admite que la sesión fue algo muy cruel, pero que todo lo hizo por ella. Dorothy le dice: «¡Ah, que bien!, ¡me humillaste para mi beneficio! ¡Gracias!». ALF le dice que no contaba con la humillación, eso fue extra. Ella busca ansiosamente los cuchillos sin desempacar, pero ALF le dice que él sabe que debe haber sido muy duro para ella perder a Sparky, ya que no es fácil perder algo que se quiere, ya que él lo sabe, pues él perdió todo su mundo, pero que lleva un momento en que tiene que pasar la hoja y seguir adelante. Dorothy le dice que él se ha equivocado de oficio, que debiera ser un loquero. Él responde que está a 3 horas de conseguir su maestría  en psicología. Dorothy le pide que no intente sacarle nada de sus cosas. ALF le dice a Dorothy que lo que le molesta es que no esté tan equivocado en su pensamiento. Dorothy, sarcásticamente, agradece el discurso , que ya se puede ir y que está segura en que no tendrá problemas para conseguir un taxi. En ese momento, vuelve a sonar el timbre y ALF le dice que él abrirá, pues ella está muy ocupada defendiéndose. Dorothy mete a ALF a la caja en que llegó y le pide que se quede callado, colocando el clarinete de su marido sobre la caja para evitar que se abra. Ella abre y es Wizzard quien va a visitarla y a desearle un feliz día de San Valentín y le entrega una caja, al preguntar que qué es Wizzard le dice que no es nada romántico, que dejó sus cuchillos en el camión y ella agrega ¡justo a tiempo!, mientras ALF escucha sorprendido la conversación. Wizzard se despide y dice que se va, pero Dorothy lo invita a pasar un momento. Wizzard, confundido, le pregunta que qué quiere que cargue, pero ella afirma que nada, que solo pensaba que querría pasar un minuto. Wizzard pregunta por la caja que está en la casa tapada con el estuche del clarinete, pero ella dice que «es solo una piel vieja, una piel horrible» que probablemente la regale o que tal vez se haga un suéter y unos guantes con ella, para la sorpresa de ALF.
Wizzard le dice que en su casa hay una bonita vista, pero que está más bonito el edificio de enfrente y que espera que nunca ande en paños menores, ya que la podrían ver. Dorothy le dice que no entiende qué es lo que quiere de ella y él le responde que no quiere nada de ella, que le cae bien solamente y que si quiere algo estará en el hall cerca de la máquina de hielo y ella dice que él también le hace bien. Ella se disculpa con Wizzard por haber sido distante y agresiva con él, le dice que ha tenido problemas para olvidar, ya que su esposo era toda su vida y que se empieza a dar cuenta que debe voltear la página y que no sabe por dónde empezar. Ella le cuenta que todo lo que ha desempacado es la salsa de soya y Wizzard le dice que traerá dos vasos o que podrían ir a un restaurante. Ella comienza a arreglarse y le dice a Wizzard que ya no necesitará más el clarinete de su marido, quitándolo de la caja en que estaba ALF, y se lo da a Wizzard para que él lo toque para ella en alguna oportunidad. Al irse grita ¡Buenas noches y gracias! Para justificar su acción ella aduce que es por superstición y que siempre se despide de un cuarto vacío, porque es de buena suerte, por lo que Wizzard dice «Adiós» al departamento.
Ya en la casa de los Tanner, Kate recibe un llamado telefónico de Dorothy en que le cuenta que salió con Wizzard, que la llevó a un club y se encontraban jugando a los bolos y que lo que la hizo cambiar de actitud fue ALF. No entendían el porqué, pero ella señaló claramente: «Denle las gracias a ALF». William se da cuenta de que no lo ha visto en toda la noche, pero Kate le dice que tal vez esté en el garaje tratando de hacer contacto con el pez de Brian. Luego suena el timbre y era el mismo mensajero que recibió Dorothy, con un mensaje del «Conejo Jack» y una gran caja de cartón, en la que iba ALF.